# Quirinus von Tegernsee

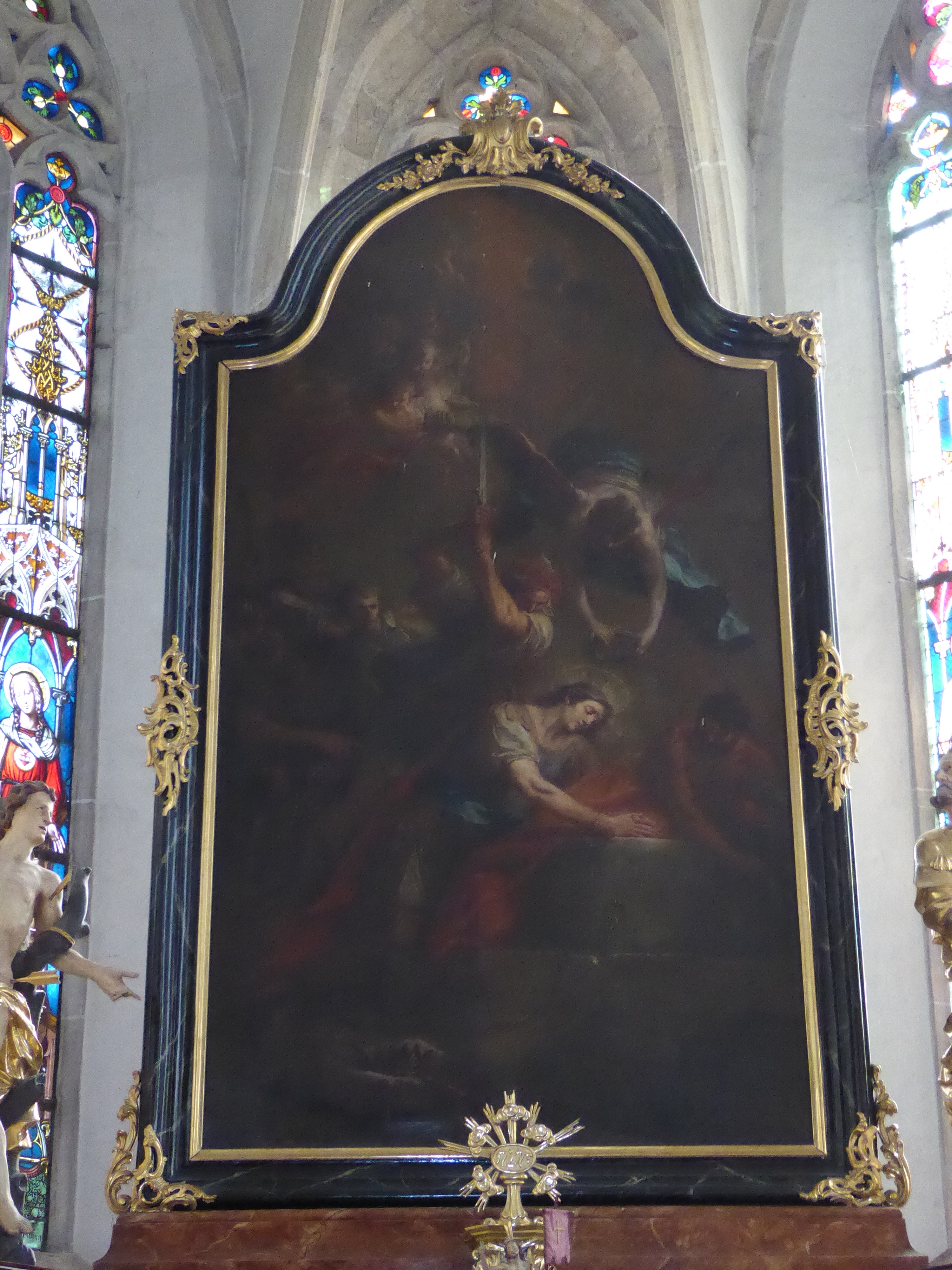
Martyrium des hl. Quirin, Hochaltarbild (Martin Johann Schmidt, 1782) in Unterloiben

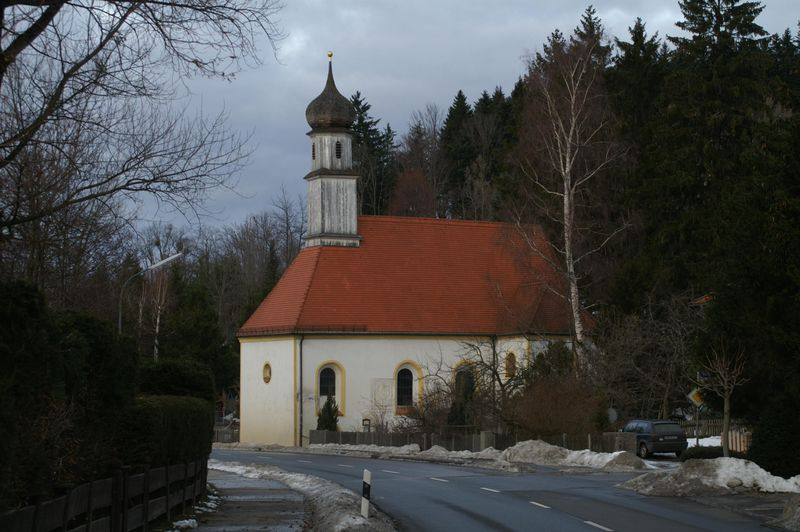
Quirinuskapelle

Quirinus von Tegernsee (auch Quirinus von Rom; † 269 in Rom) ist ein Märtyrer und Heiliger des 3. Jahrhunderts.

## Legende
Quirinus floh als siebenjähriger Knabe mit seiner Mutter Severa vor der einsetzenden Christenverfolgung, wurde später verhaftet und im Jahr 269 in Rom unter Kaiser Claudius Gothicus (268–270) mit einem Schwert enthauptet. Sein Leichnam wurde in den Tiber geworfen und später an der Tiberinsel aufgefunden. Einer anderen Legende zufolge war Quirinus der Sohn des Kaisers Philippus Arabs.
Die Märtyrerakten berichten von einem römischen Märtyrer namens Quirinus (Cyrinus), der in der Pontianuskatakombe beigesetzt wurde. Die Itinerarien zu den Gräbern der römischen Märtyrer führen seinen Namen nicht.
Die Legende wurde später mit dem bayerischen Kloster Tegernsee in Verbindung gebracht, wohin zwei bayerische Grafen im Jahr 746 während der Regentschaft Pippins seine Reliquien als Geschenk des Papstes Zacharias in die von ihnen gestiftete Salvatorkirche in Tegernsee überführten. Auch eine Translation unter dem Pontifikat Pauls I. (757–767) um 761 ist erwogen worden.

## Verehrung

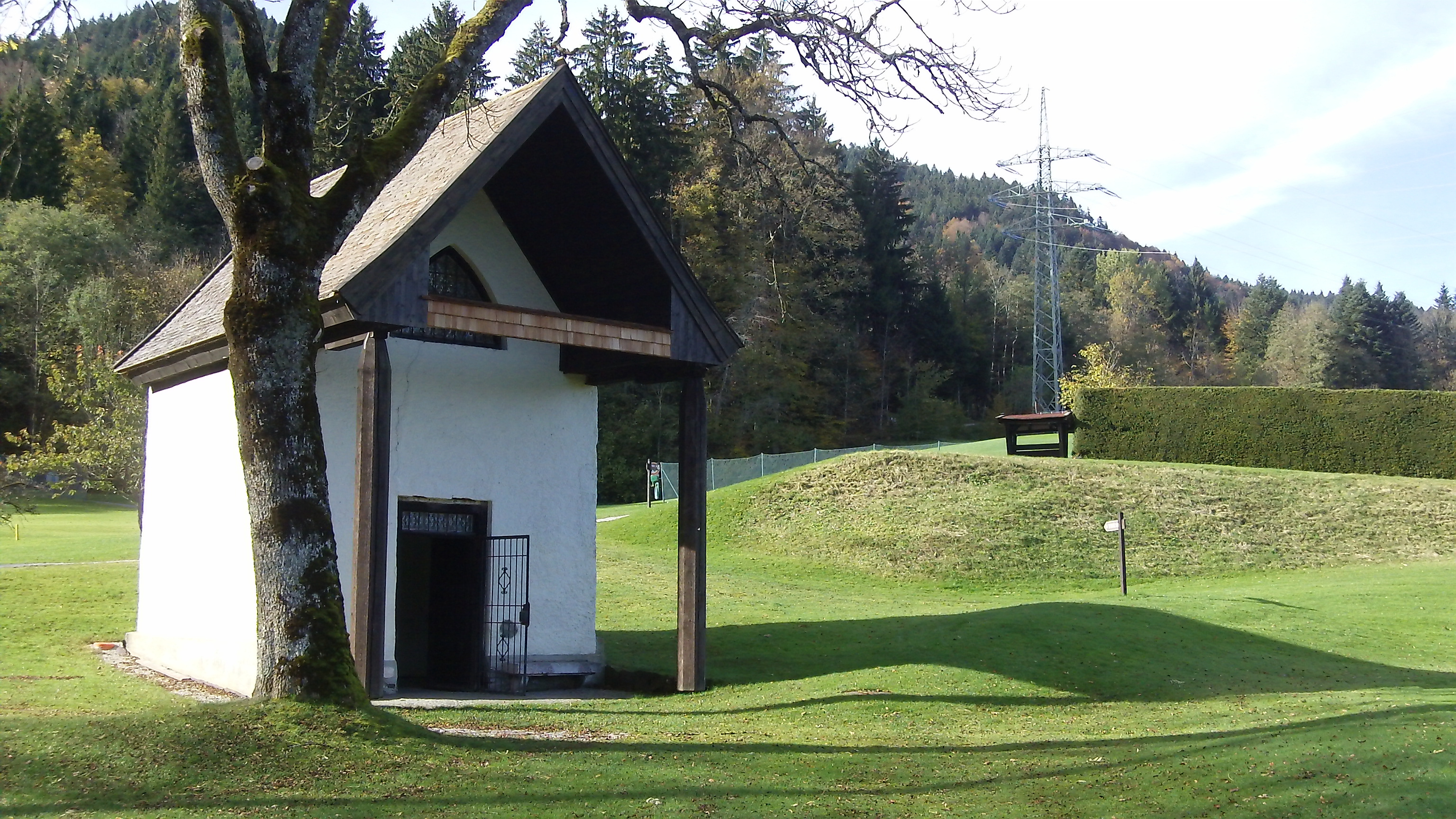
Quirinskapelle, Bad Wiessee
(weitere Bilder)

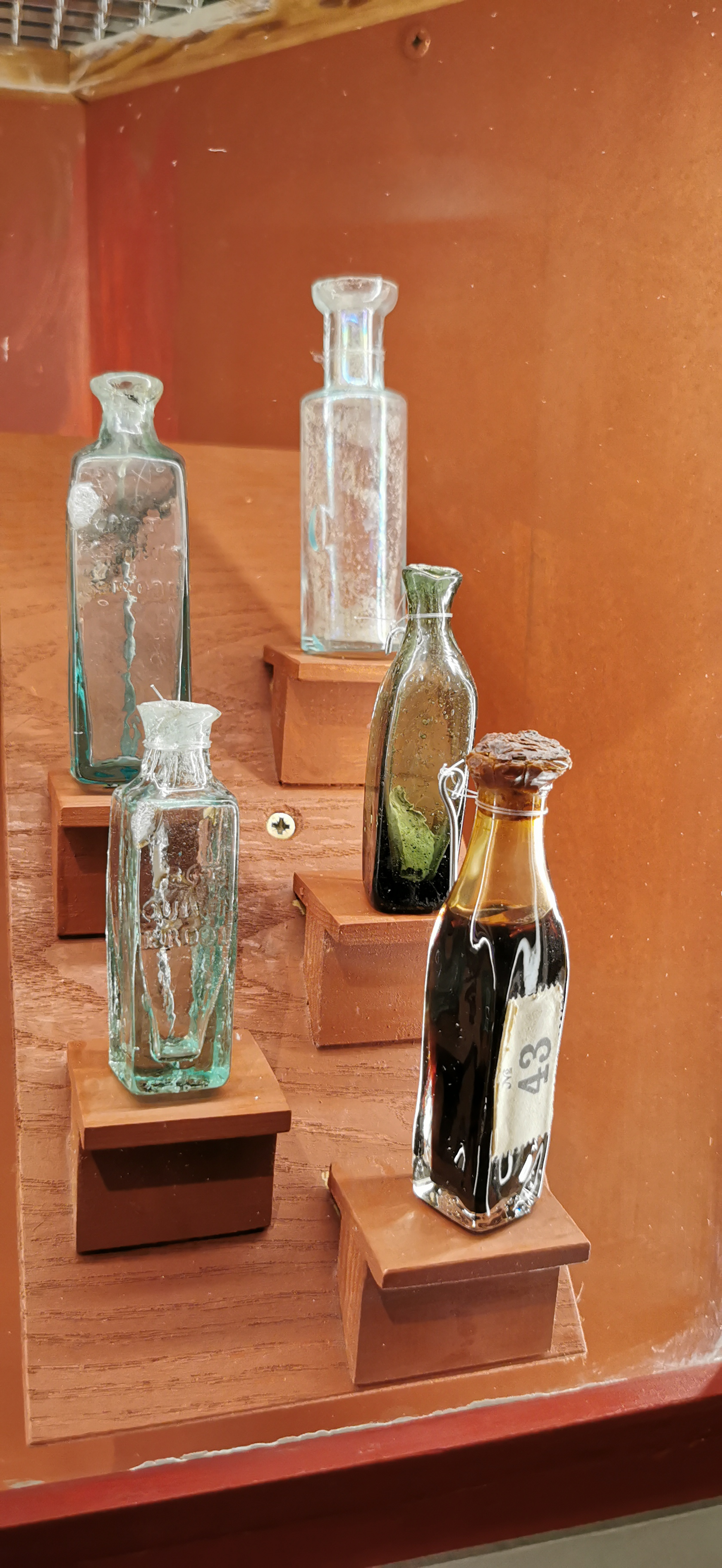
Quirinusöl-Fläschchen

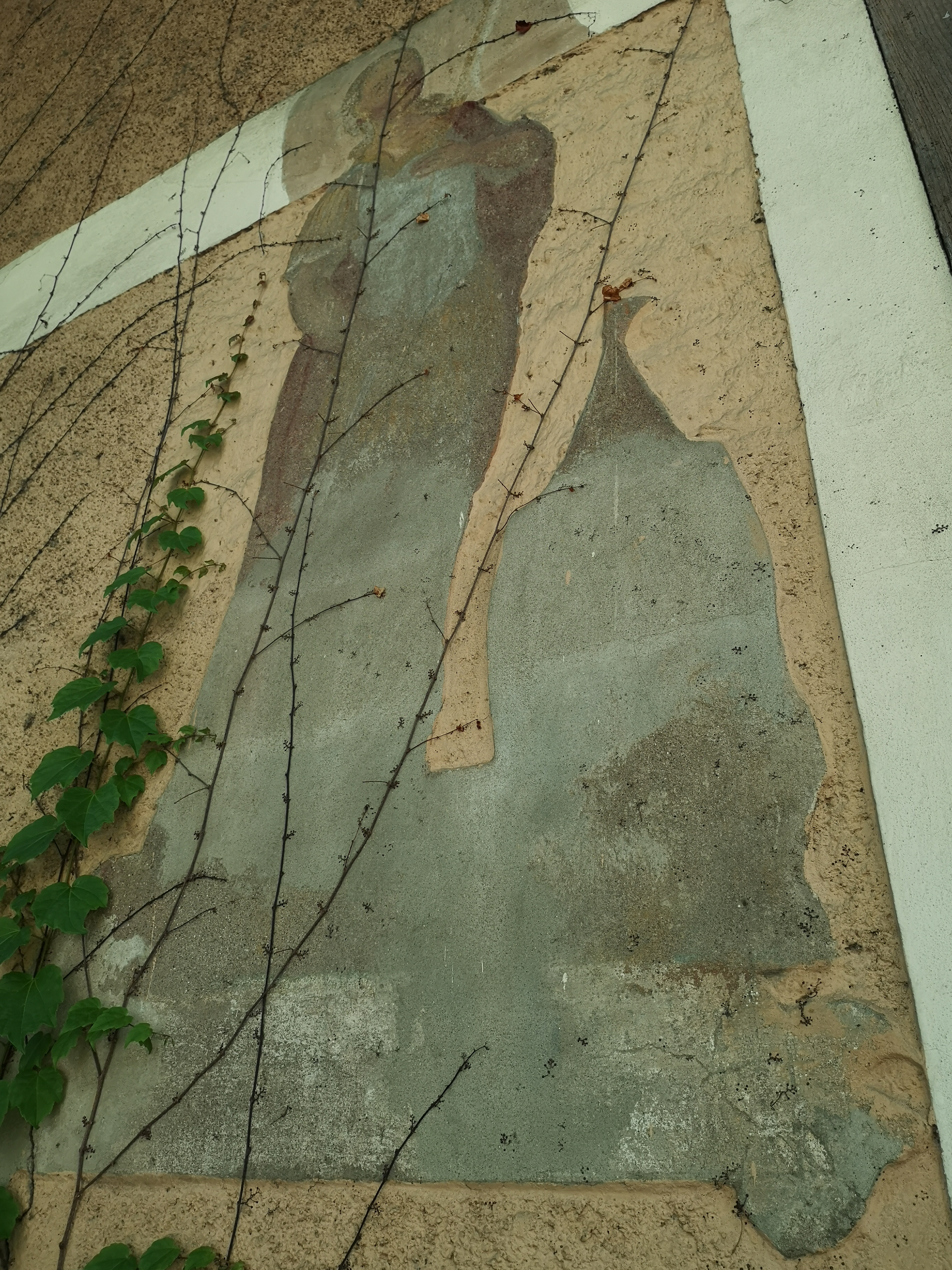
Fresko des Hl. Quirinus am Guglerhaus in Bozener Stadtteil Gries-Quirein, 18. Jahrhundert

Durch diese Reliquien und durch die damit verbundenen Wunder wurde Tegernsee zu einem bedeutenden Wallfahrtsort. An der Stelle, wo der Wagen mit den Reliquien hielt, soll eine Quelle entsprungen sein. Das stark riechende Steinöl, das man auf dem gegenüberliegenden Ufer des Sees in Bad Wiessee im Jahre 1441 entdeckte, wurde als „Quirinusöl“ als Heilmittel gegen Fieber und Ausschlag verehrt. Die im Jahre 1828 erbaute Quirinskapelle in Bad Wiessee erinnert an die Entdeckungsgeschichte und die Lage der heute versiegten Steinölquelle.
Sein Festtag in der 25. März, da er an diesem Tag bestattet wurde. Möglicherweise wird auf diesen Quirinus mit der Wendung „Romæ sancti Cyri“ im „Martyrologium Hieronymianum“ angespielt, das den 24. März nennt.
Dem Heiligen wurde schon in Rom große Verehrung zuteil, doch die Quirinusverehrung blühte um sein Zentrum am Tegernsee. Um 1160 verfasste ein sogenannter Metellus von Tegernsee das hagiografische Werk Ode Quirinalium [...], und 1450 wurde eine größere Steinkirche für Quirinus’ Reliquien errichtet.
Auch in den alpinen Besitzungen Tegernsees ist der Quirinuskult nachweisbar; so war er namengebend für den Bozener Stadtteil Quirein, ausgehend von der dortigen hochmittelalterlichen Quirinuskapelle, die am alten Mittelpunkt des Stiftsbesitzungen im Bozner Raum (hauptsächlich Weingärten) errichtet wurde.